# Vasant Panchami
Vasant, ou Basant au Pendjab et au Pakistan, Vasant Panchami (« Cinquième du printemps ») ailleurs dans le nord de l'Inde, est une fête du monde indien. Les musulmans du Pendjab pakistanais la célèbrent avec des cerfs-volants et les hindous du nord de l'Inde marquent l'occasion avec Sarasvati Puja ou « culte de Sarasvati ». La fête de Basant a pour principal objet le printemps. Le festival est célébré par les habitants du Pendjab pakistanais et du nord de l'Inde de diverses manières, selon la région. Vasant Panchami marque aussi, pour les hindous indiens, le début de la préparation de Holika  et Holi, qui ont lieu quarante jours plus tard . Le Vasant Utsava (festival) de Panchami est fêté quarante jours avant le printemps, car la période de transition de toute saison est de 40 jours : c'est après cette période que la saison s'épanouit.

## Nomenclature et date
Chaque année, Vasant Panchami est fêté le cinquième jour de la moitié brillante du mois de Magha qui tombe à la fin de janvier ou en février. Le printemps est réputé comme le roi des saisons. Ce festival commence quarante jours à l'avance. Il ressemble souvent à l'hiver dans le nord de l'Inde et davantage au printemps dans les régions centrales et occidentales de l'Inde. Ainsi, le printemps est en fait considéré comme en pleine floraison 40 jours après le Vasant Panchami.
Cette fête est particulièrement observée par les hindous du sous-continent indien, notamment de l'Inde et du Népal. C'est aussi une tradition historique des sikhs ,. Dans les Etats du sud, c'est le nom de Sri Panchami qui est en vigueur.
Sur l'île de Bali et chez les hindous d'Indonésie, elle se  nomme « Hari Raya Saraswati » (grand jour de Saraswati). Elle marque aussi le début du calendrier balinais Pawukon de 210 jours.

## Dans l'hindouisme

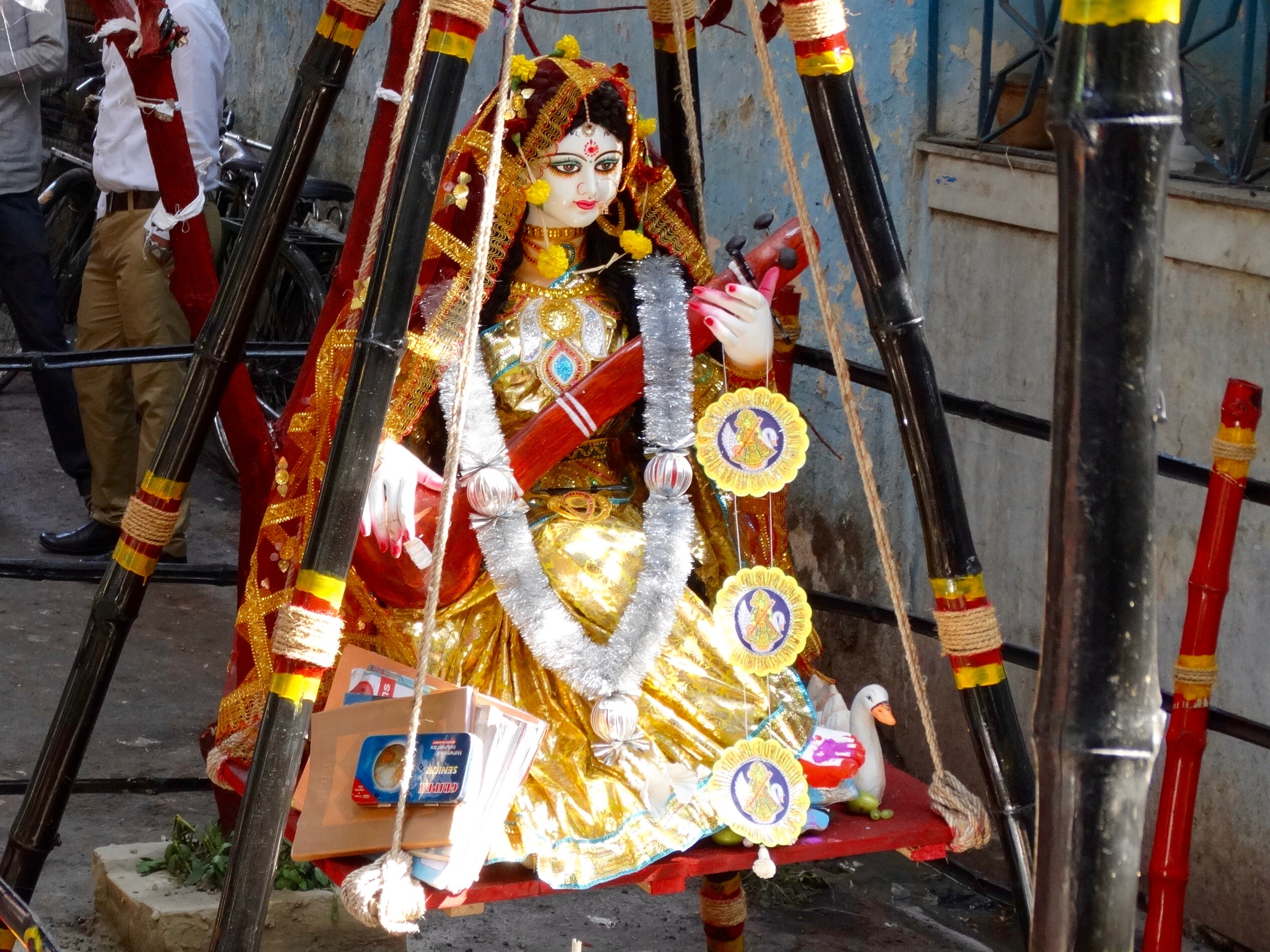
La déesse Saraswati vêtue d'un sari jaune le jour de Vasant Panchami, à Kolkata. Elle est assise dans une balançoire, tenant une Veena, avec des livres dans un coin.

### Saraswati Puja
Vasant Panchami est une fête qui marque les préparatifs du printemps dont la célébration varie selon la région. Vasant Panchami représente aussi la prépatation de Holika et Holi, qui ont lieu quarante jours plus tard. Pour de nombreux hindous, Vasant Panchami est le festival dédié à la déesse Saraswati, déesse de la connaissance, de la langue, de la musique et de tous les arts . Elle symbolise l'énergie créatrice et le pouvoir sous toutes ses formes, notamment le désir et l'amour. La saison et le festival célèbrent également la maturation des champs agricoles de fleurs jaunes de moutarde, que les hindous associent à la couleur préférée de Saraswati. Le jaune est donc la couleur de cette fête : on porte des vêtements de cette couleur, on mange des sucreries jaunes. Certains ajoutent du safran à leur riz, puis mangent du riz cuit jaune dans le cadre d'un festin élaboré .
Plusieurs familles célèbrent cette journée avec des bébés et de jeunes enfants, en encourageant leurs enfants à écrire leurs premiers mots avec leurs doigts, et certaines étudient ou créent de la musique ensemble ,,. La veille de Vasant Panchami, les temples de Saraswati sont remplis de nourriture afin qu'elle puisse se joindre à ceux qui la célèbrent lors du festin traditionnel du lendemain matin . Dans les temples et ainsi que les établissements d'enseignement, les statues de Saraswati sont vêtues de jaune et vénérées. Plusieurs établissements d'enseignement composent des prières spécifiques ou  des pujas le matin pour rechercher la bénédiction de la déesse. Des rassemblements poétiques et musicaux sont organisés dans certaines communautés en l'honneur de Saraswati .
Au Népal, au Bihar et dans les états de l'est de l'Inde tels le Bengale occidental, ainsi que dans les états du nord-est comme Tripura et Assam, on visite ses temples et l'adore (Saraswati Puja). Certaines écoles organisent une puja spéciale de Saraswati pour leurs élèves dans leurs locaux. Au Bangladesh, tous les instituts d'enseignement et universités observent ce jour, férié, et organisent une puja dédiée.
Dans l'état d'Odisha, ce festival est célébré sous le nom de Basanta Panchami/Sri Panchami/Saraswati Puja. Homas et Yajnas sont faits dans les écoles et les collèges de tout l'État. Les étudiants célèbrent la puja de Saraswati. Habituellement, les enfants de quatre et cinq ans commencent à apprendre à fêter ce jour lors d'une cérémonie nommée « Khadi-Chuan » ou « Vidya-Arambha ».
Dans les États du sud comme l'Andhra Pradesh, ce jour s'appelle Sri Panchami où "Sri" se réfère à elle comme un autre aspect de la déesse Devi ,,.

### Autres divinités

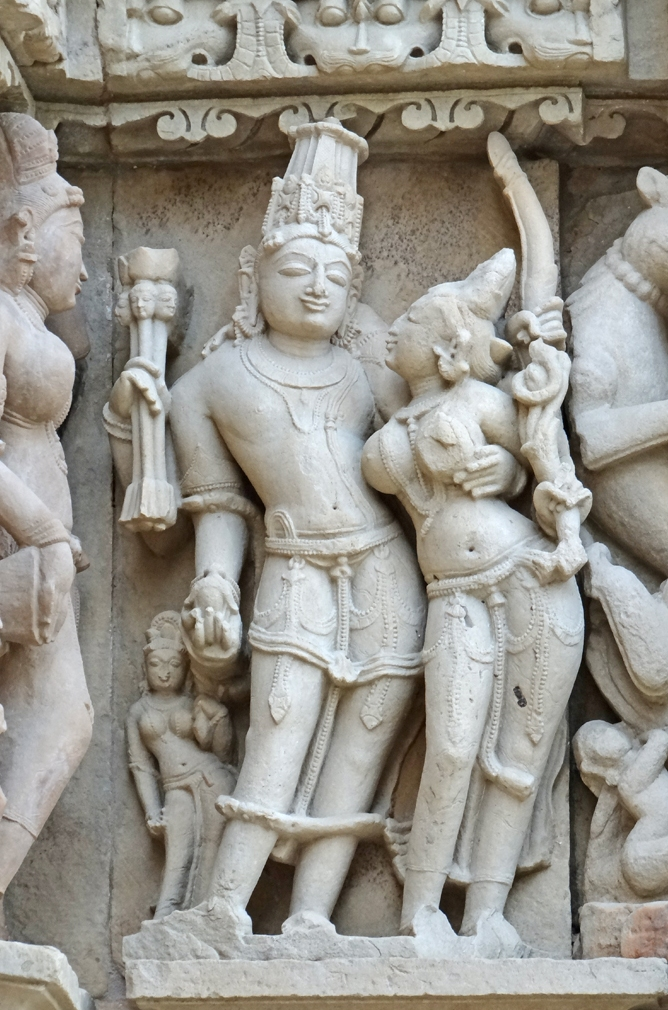
La fête de Vasant Panchami, à certains endroits, célèbre le dieu hindou de l'amour Kama (à gauche) avec Rati, illustré ci-dessus au temple de Khajuraho.

Le Vasant Panchami se fonde aussi sur la légende du dieu de l'amour appelé Kama. Pradyumma est Kamadev personnifié dans le livre de Krishna. Ainsi Vasant Panchami est également connu sous le nom de « Madana Panchami ». Pradyumna est le fils de Rukmini et de Krishna. Il réveille les passions de la terre (et de ses habitants), faisant refleurir le monde.
Un jour, les Voyants (Rishis) s'approchent de Kama pour réveiller Shiva de sa méditation yogique. Ils veulent aider Parvati, qui fait pénitence pour pouvoir épouser Shiva, et demandent l'aide de Kama pour que Shiva sorte de sa méditation et retourne aux désirs du monde. Kama accepte et tire des flèches, faites de fleurs et d'abeilles, sur Shiva, avec son arc céleste fait de canne à sucre, afin de l'inciter à prêter attention à Parvati. Le seigneur Shiva se réveille de sa méditation. Lorsque son troisième œil s'ouvre, une boule de feu est dirigée vers Kama, le seigneur des désirs, qui est réduit en cendres. Cette initiative est célébrée par les hindous sous le nom de Vasant Panchami .
Ainsi, Vasant Panchami est associé aux émotions d'amour dans le Kutch (Gujarat), et fêté en préparant un bouquet et des guirlandes de fleurs serties de feuilles de manguier, en cadeau. On s'habille en safran, rose ou jaune et l'on se rend visite. Des chants sur les farces de Krishna avec Radha, considérées comme le miroir de Kama-Rati, sont chantés. La divinité hindoue Kamadeva et son épouse Rati symbolisent ce festival ,.
Traditionnellement, dans le Maharashtra, le Madhya Pradesh, le Chhattisgarh et l'Uttar Pradesh, Shiva et Parvati sont vénérés après un bain pris le matin. Des offrandes de fleurs de mangue et d'épis de blé sont traditionnellement réalisées .

### Temple Deo: Dieu Soleil
Le sanctuaire du dieu solaire dans le district d'Aurangabad, Bihar, nommé sanctuaire Deo-Soleil, s'établit pendant le Basant Panchami. La journée commémore la fondation de ce sanctuaire par le roi Aila d'Allahabad et l'anniversaire du dieu Soleil-Deo. Les statues sont lavées et leurs vieux vêtements rouges sont remplacés par de nouveaux lors de Basant Panchami. Les fidèles chantent, dansent et jouent des instruments de musique.

### Autres coutumes

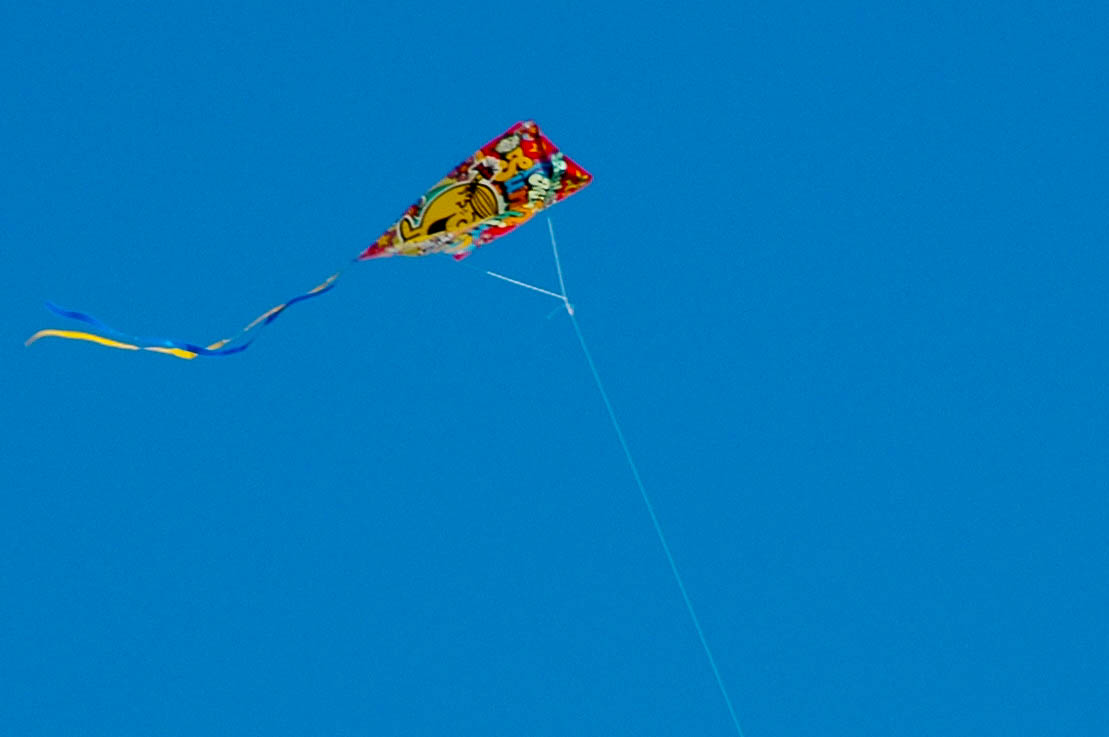
Un cerf-volant à l'événement Basant Panchami. Au moins depuis le dix-neuvième siècle, le cerf-volant sur Basant est un événement populaire dans le nord de l'Inde ainsi que dans la région autour de Lahore, au Pakistan. Le cerf-volant est également traditionnel dans l'ouest de l'Inde sur l'Uttarayan, à Mathura sur Viskwakarma Puja et dans le sud de l'Inde.

On porte du jaune, consomme des plats sucrés et place des fleurs jaunes dans les maisons. Au Rajasthan, il est de coutume de porter des guirlandes de jasmin. Dans le Maharashtra, les couples récemment mariés visitent un temple, prient et portent des robes jaunes. Dans la région du Pendjab, les sikhs et les hindous portent un turban ou une coiffe jaune. Dans l'Uttarakhand, en plus de la Puja à Saraswati, on vénère Shiva, Parvati en tant que terre mère et les cultures ou l'agriculture. On porte du jaune et mange du riz de cette couleur. C'est aussi une importante saison d'achats de fournitures scolaires et de cadeaux .
Dans la région du Pendjab, Basant est célébré comme festival saisonnier par toutes les confessions et est nommé festival basant des cerfs-volants. Les enfants achètent dor (fil) et guddi ou patang (cerfs-volants). Les habitants du Pendjab portent des vêtements jaunes et mangent du riz de cette couleur afin d'imiter les champs de fleurs de moutarde jaune ( sarson ) ou jouent avec des cerfzs-volants,,. Selon Desai (2010), la tradition de faire voler des cerfs-volants lors de divers festivals se retrouve aussi dans les États du nord et de l'ouest de l'Inde : les hindous du Rajasthan et surtout du Gujarat associent le cerf-volant à la période antérieure à l'Uttarayan ; à Mathura (Uttar Pradesh), des cerfs-volants volent sur Dussehra ; au Bengale, des cerfs-volants sont lancés à Viskwakarma Puja en septembre. Ces cerfs-volants se trouvent aussi dans le Maharashtra, le Madhya Pradesh et certaines parties du sud de l'Inde.
À Bali et chez les hindous indonésiens, Hari Raya Saraswati (nom local du festival) est célébré jusqu'à midi en famille comme à l'école. Professeurs et élèves portent des vêtements aux couleurs vives au lieu de leurs uniformes habituels, et les enfants apportent des gâteaux et des fruits traditionnels à l'école pour les offrandes dans un temple.

## Dans le sikhisme
Les sikhs Namdhari célébrèrent historiquement Basant Panchami pour marquer le début du printemps .D'autres Sikhs le considèrent comme une fête du printemps. Ils le fêtent joyeusement, en portant des vêtements jaunes rappelant les fleurs de moutarde .
Maharaja Ranjit Singh, fondateur de l'empire sikh, encouragent la fête Basant Panchami comme évènement social dans les Gurdwaras. En 1825 de notre ère, il donne 2 000 roupies au Harmandir Sahib Gurdwara à Amritsar dans le but de distribuer de la nourriture . Il organise une foire annuelle de Basant et parraine le vol de cerf-volant comme un élément régulier des foires. Maharaja Ranjit Singh et la reine Moran s'habillent de jaune et font voler des cerfs-volants à cette occasion . On pense que Maharaja Ranjit Singh tint aussi un darbar ou cour à Lahore lors de Basant Panchami qui dura dix jours pendant lesquels les soldats s'habillaient en jaune et montraient leurs prouesses militaires .
Dans la région de Malwa, la fête de Basant Panchami est célébrée avec le port de la robe jaune et le vol de cerf-volant. A Kapurthala et Hoshiarpur, une foire de Basant Panchami est organisée. Cette foire se visite avec des vêtements, turbans et accessoires jaunes . Les sikhs se souviennent également du martyre de l'enfant Haqiqat Rai pendant Basant Panchmi, arrêté par le dirigeant musulman Khan Zakariya Khan après avoir été accusé, à tort, d'avoir insulté l'islam. Rai eut le choix de se convertir à l'islam ou de mourir et, , a été exécuté sur le Basant Panchami en 1741 à Lahore, au Pakistan ,,.
Les Nihangs vont à Patiala pendant Basant Panchami et s'habillent en rose et jaune durant tout le mois de Vaisakh.

## Au Pakistan
Le cerf-volant à Lahore remonte à plusieurs siècles. Au Pakistan, lors des célébrations du basant, le cerf-volant devient compétitif : équipes régionales, compétitions, trophées font partie de la célébration. La fabrication de cerfs-volants et de cordes est une industrie dans tout le Pendjab pakistanais, des milliers de personnes en vivent.
En raison de l'histoire et de la culture communes du Panjab, les musulmans du Pendjab au Pakistan célèbrent le cerf-volant depuis les toits de leurs maisons pendant la saison de Basant.

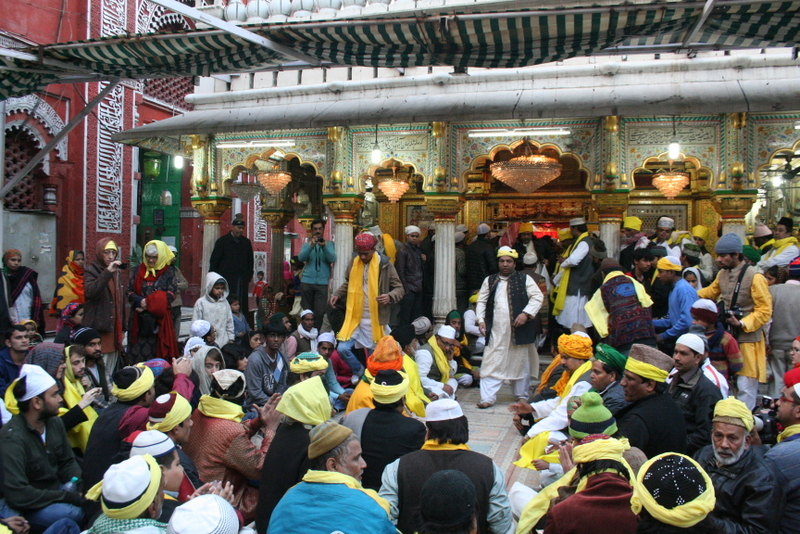
Célébrations de Basant au Dargah de Nizammudin à Delhi.

## Basant chez les musulmans soufi
La fête de Basant fut aussi célébrée par les soufis au douzième siècle, marquant la tombe du saint musulman soufi dargah de Nizamuddin Aulia, et depuis, est observé par l'ordre Chishti . Selon les traditions soufies locales, le poète Amir Khusrau vit des personnes vêtues de jaune portant des fleurs jaunes lors de Basant, et il adopte cette pratique, que l'ordre Chishti des musulmans soufis continue de pratiquer .

## Controverse
Vasant Panchami fut une source ancienne de dispute sur le site archéologique de Bhojshala (Dhar, Madhya Pradesh) contenant des preuves d'un ancien temple de Saraswati (appelé localement Waghdevi). Sur le site de Bhojshala se trouve une mosquée d'époque plus récente, appelée Kamal-Maula, où les musulmans vont pour prier le vendredi (Jumu'ah). L'Archeological Survey of India (ASI) fournit des directives annuelles, lorsque le festival Vasant Panchami tombe un vendredi, annonçant les heures où les hindous peuvent faire à Bhojshala le culte de Vasant Panchami, et quand les musulmans le peuvent. Cependant, au cours des dernières années, la communauté musulmane, qui devait prier plus tôt, refusa de quitter les lieux, ce qui entraîna des émeutes et des troubles intercommunautaires dans les années 1980 et 1990,,.